# Hydraena delia
Hydraena delia är en skalbaggsart som beskrevs av Balfour-browne 1978. Hydraena delia ingår i släktet Hydraena och familjen vattenbrynsbaggar. Inga underarter finns listade i Catalogue of Life.